# サルトリイバラ
サルトリイバラ（猿捕茨・菝葜、学名: Smilax china）は、サルトリイバラ科シオデ属に分類される落葉つる性の多年生植物。山野や丘陵に自生する雌雄異株のつる性の半低木である。別名は、ガンタチイバラ、カカラなど。茎には棘があり、秋に赤い果実をつける。地中に肥大化して横たわる根茎があり、薬用にされる。

## 名称
和名サルトリイバラの由来は、つる性の茎には棘があることから「これではサル（猿）も思うようには動けない」という意味で、この植物の小枝が絡み合って、鋭い鉤爪（かぎづめ）がたくさんついていて猿が引っ掛かりそうな感じがするので「猿捕り茨（いばら）」の名があるといわれる。また、猟師がサルを捕まえるのにトゲのある丈夫なつるを用いたため、この名がついたという説もある。
中国名（漢語）で「菝葜」と書く。別名、イギノハ、カシワノハ、ガンタチイバラ、カラタチイバラ、カカラ、カメイバラ、コバンノキ、サンキライなどともいう。

## 分布・生育地
東アジア（中国、朝鮮半島、日本）に分布する。日本では北海道・本州・四国・九州、沖縄に分布し、日本中の山野でふつうに見られる。山野や丘陵の林縁や林内などに自生し、日が当たり水はけのよい場所を好む。

## 形態・生態
林縁の他の植物に絡みつく、雌雄異株のつる性の落葉半低木。根茎は、固く屈曲していて、横に這って太い。茎の長さは70センチメートル (cm) から数メートル (m) で、根元は太いが、緑色の枝は細くてたくさん分枝し、つる状に伸びて棘と巻きひげで絡まってやぶを作る。高さ2 - 3 mほどになり、棘がある茎は硬く、全体が緑色で紫褐色が混じり、這うように伸びて節ごとにジグザグ状に曲がって枯れた葉柄基部が残り、ほかの低木の枝から枝へと絡みつく。茎には毛がなく、固い棘が所々まばらに生えるが、しばしば棘がないものもある。茎断面は維管束痕が散在する。
葉は互生し、葉身の長さ3 - 12 cmの円形から広卵形、または広楕円形で、基部は円く、葉先は尖って突端が少し凹んでいる。葉は葉軸を中心にやや折れ曲がっている。葉質は革質で硬く、全縁で表面には光沢があり、くっきりした3 - 5本の葉脈が入り葉の先端で合流する。葉柄は短く、托葉の先が変化した巻きひげは、1対ずつついて長くなって絡みつく。新芽は赤みを帯びて、葉が大きく生長するまでは、舟の帆のように立ってつき、目立つ。秋になると、黄色や褐色系に紅葉する。
花期は初夏（4 - 7月）。新葉とともに葉腋より花茎を出して、散形花序を伸ばし、淡黄緑色の多数の小花が集まって咲く。花の6枚の花被片は先端が反り返る。雄花には雄蘂が6本、雌花には子房が3室・柱頭が3本ある。
雌株は果実を結び、果実（液果）は直径7 - 10ミリメートル (mm) 程度の球形で、散形花序につき、秋に熟すと赤くなってよく目立つ。表面はカキやブドウのように、無害な白い粉が入る。冬になっても赤い果実がくすんだ色になって残ることもある。一つの果実には、種子が5個前後入っている。種子は長さは4 mmほどの大きさがあり、倒卵形・広楕円形・球形など、さらには平らな面があったり鈍い陵があったりと、さまざまな形のものがある。
冬芽は枝に互生し、長卵形で紅紫色をした芽鱗1枚に覆われており、節の残った葉柄基部に包まれている。ルリタテハの幼虫が食草とする他、フタホシオオノミハムシも食草とする。

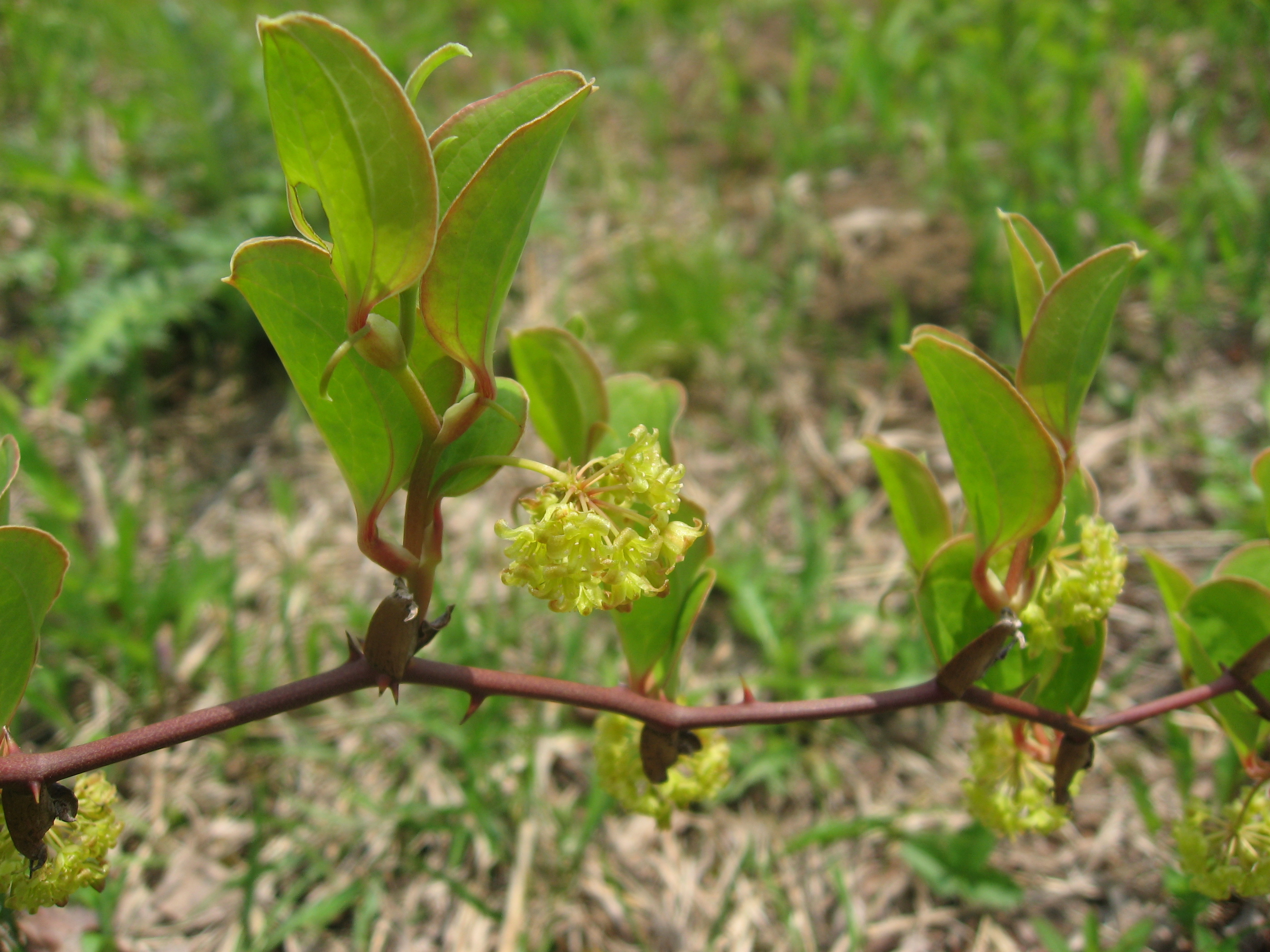
雄花
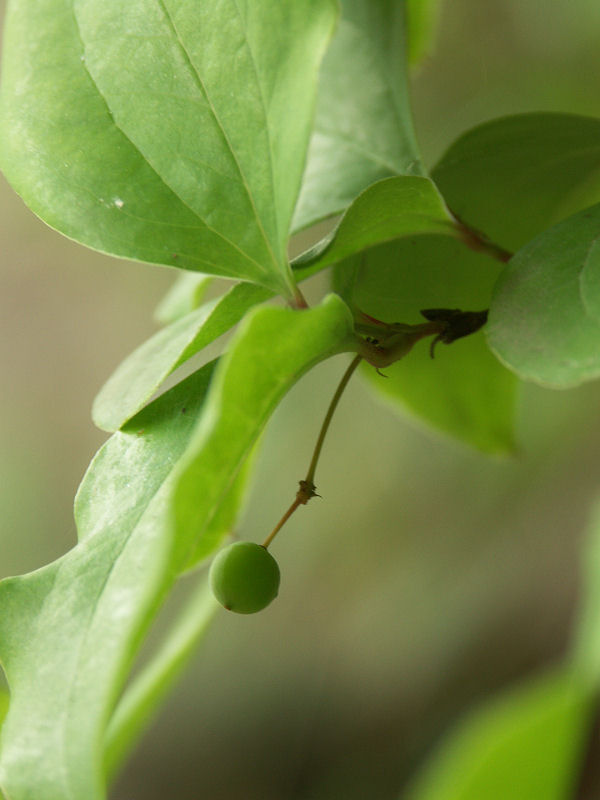
葉柄と若い果実
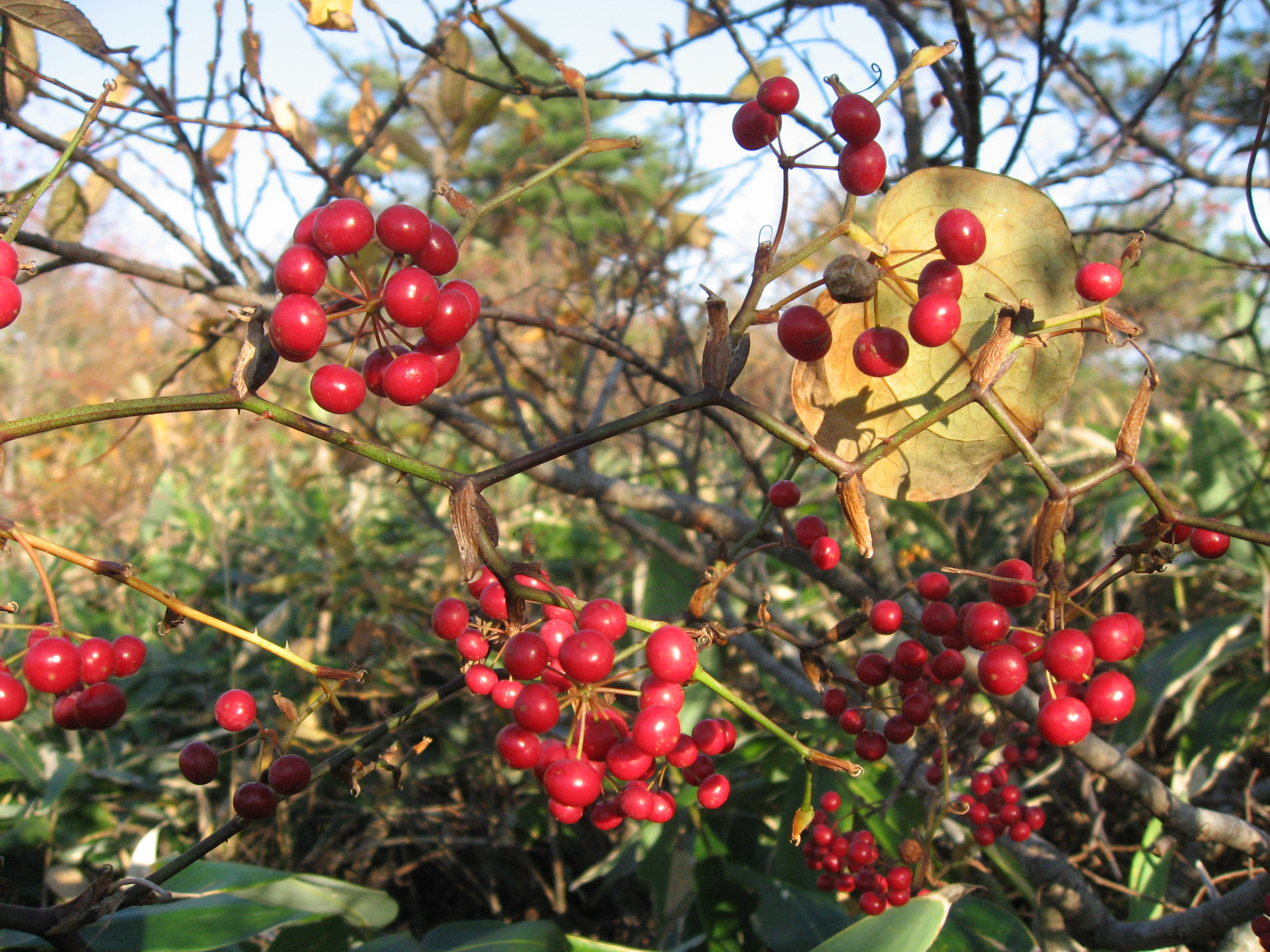
赤く熟した果実
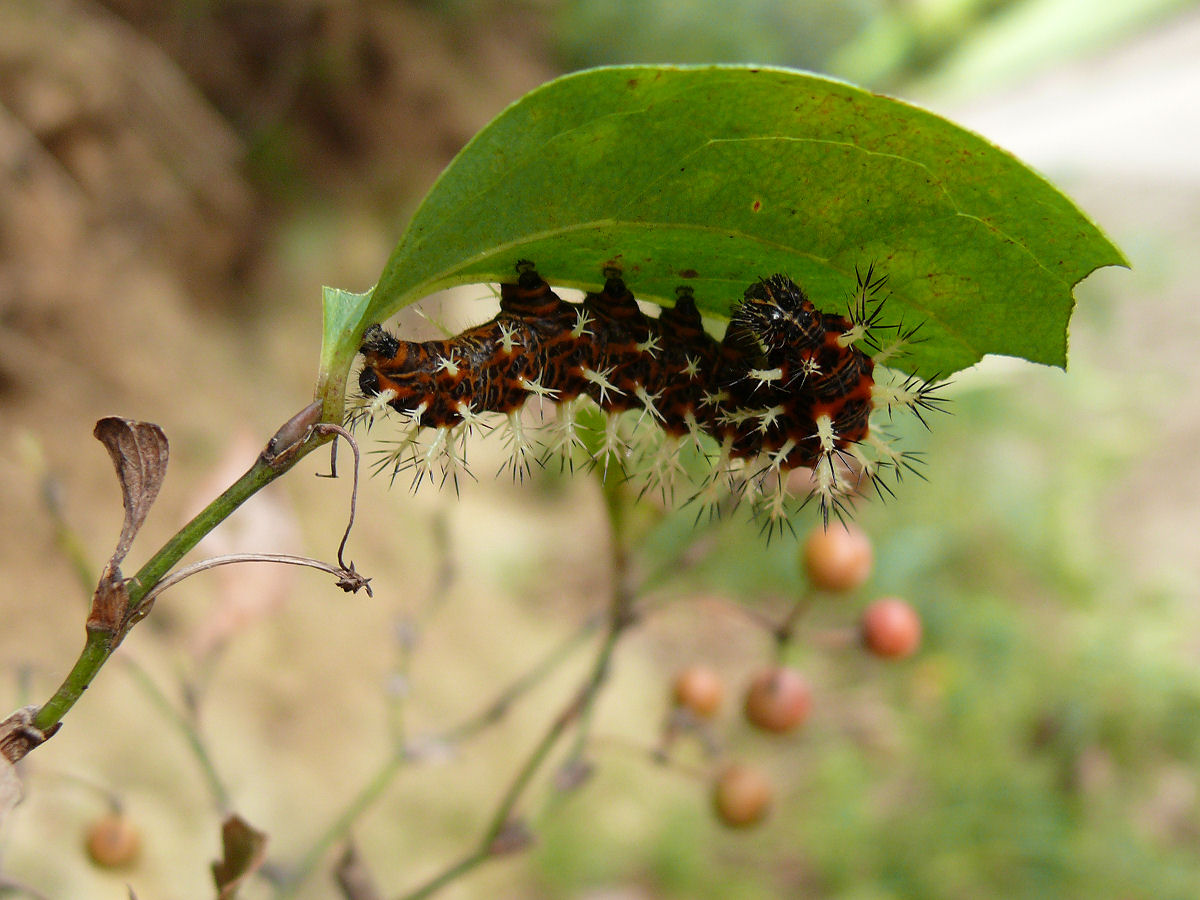
葉を食べて育つルリタテハの幼虫

## 利用

### 薬用
秋に掘り上げて日干し乾燥させた根茎は薬用に使われ、利尿、解毒、皮膚病に効果があり、リウマチの体質改善に役立つと考えられてきた。漢方では菝葜（ばつかつ）とよんで、膀胱炎や腫れ物に治療薬として使われる。民間療法として、おでき、にきび、腫れ物などに、乾燥根茎1日量10 - 15グラムを、水200 - 400 cc（コップ2杯ほど）でとろ火にて半量になるまで煎じ、食間3回に分けて服用する用法が知られている。

### 食用
若葉は5 - 6月、果実は10 - 11月ころに採取し、食用にできる。若葉はくせがなく、軽く茹でて水にさらし、おひたしや和え物、炒め物などに調理される。赤い果実は、そのまま生食したり、焼酎に果糖を加えて漬け込んで果実酒にもできる。四国地方などの西日本の地域では、葉で菓子や柏餅を包む風習もある。紀州や中勢地域などでは、サルトリイバラの葉で包むので柏餅とはよばず、五郎四郎餅やいばらまんじゅうとよばれる。かつては、葉を乾燥させてお茶代わりに飲んだり、タバコに混ぜたりしたといわれる。千葉県の北総地域では、サルトリイバラの葉（同地では「ばらっぱ」と呼称される）に饅頭をのせて蒸しあげたばらっぱまんじゅうが伝わる。岐阜県各務原市の鵜沼地区では、小麦粉を練った生地で餡を包み、サルトリイバラの葉（同地では「がんどば」と呼称される）で包んで蒸した、「がんどばぼち」が伝わる。

### その他
園芸用では、庭園の添景木に使われたり、紅葉の時期に赤く熟す果実は水分が少ないため花材として生花に向いている。繁殖は、秋に赤く熟した果実をつぶして取り出した種子を水洗いして保存し、3月頃に播種する。

## 近縁種
中国では近縁種のサンキライ（山帰来）も自生する。サルトリイバラは、中国の何にあたる植物なのか種々の説があり、土伏苓（どぶくりょう）、菝葜（ばっけい）などとされる。中国の山帰来の代用品として、和の山帰来とするのは、サルトリイバラの根茎である。
- トゲナシサルトリイバラ - 伊豆諸島に自生するサルトリイバラの変種[25]。
- ヒメサルトリイバラ - 屋久島に自生する小型種。別名ヒメカカラ[25]。